# Procambarus clarkii
Il gambero della Louisiana (Procambarus clarkii Girard, 1852) è un crostaceo decapode d'acqua dolce appartenente alla famiglia Cambaridae. È noto anche come gambero rosso della Louisiana o popolarmente come gambero killer. È originario della parte meridionale del Nord America ed è stato introdotto in numerosi Paesi di tutti i continenti tranne Oceania e Antartide, dove quasi ovunque si è rivelato una specie aliena invasiva. In Europa è presente in quasi tutto il continente ma ha manifestato grave invasività soprattutto nella parte meridionale a clima mediterraneo. È apprezzato a scopi alimentari data l'ottima qualità delle carni e per questo è estesamente allevato in impianti di acquacoltura in numerosi Paesi ed ha un ruolo non indifferente nel mercato mondiale dei crostacei.

## Distribuzione e habitat
Il Procambarus clarkii, come l'affine Procambarus alleni è originario delle aree palustri e fluviali degli Stati Uniti centro-meridionali e del Messico nord-orientale.
A causa della prelibatezza delle sue carni (se allevato in acque pulite), delle discrete dimensioni che è in grado di raggiungere (supera spesso i 12,5 cm di lunghezza), della velocità di accrescimento e della sua prolificità è stato importato a scopo di allevamento nelle acquacolture di numerosissimi paesi ed è attualmente considerato il gambero di fiume più diffuso al mondo in quanto si conoscono sue popolazioni acclimatatesi praticamente in ogni continente ad eccezione di Australia e Antartide.
In Italia fu importato in Toscana dalla Louisiana da un'azienda di Massarosa, vicino al Lago di Massaciuccoli, per un tentativo di commercializzazione.
Si è poi diffuso, complice anche l'irresponsabilità degli allevatori e la mancanza di politiche di gestione ordinata dell'immissione di nuove specie sul territorio nazionale, dopo esser sfuggito al controllo degli allevamenti di chi lo aveva importato, in quasi tutta l'Italia. Recentemente la specie è stata osservata in più occasioni persino in acque marine, mettendo in evidenza la sua elevata tollerabilità salina.

## Descrizione
Gli individui adulti assumono una caratteristica colorazione bruno-rossa (durante la loro fase sessualmente attiva) che li rende facilmente riconoscibili.
I giovani hanno invece una colorazione grigioverdastra che, ad una superficiale osservazione, li rende piuttosto simili al gambero di fiume italiano (Austropotamobius italicus e Austropotamobius pallipes).
Per distinguere i gamberi di fiume europei da quelli americani con certezza bisogna infatti osservare la base delle chele dove le specie americane presentano una piccola spina, a differenza delle specie europee che ne sono prive.

## Biologia
Grazie alla sua notevole capacità di adattarsi a svariati tipi di habitat acquatici diversi, spesso anche notevolmente inquinati, e alle sue caratteristiche ecologiche che gli consentono di colonizzare e proliferare in poco tempo negli ambienti nuovi dove si viene a trovare, il gambero rosso della Louisiana è sfuggito da molti allevamenti cominciando ad espandersi nelle aree circostanti.
Nel corso degli anni inoltre è stato spesso oggetto di più o meno consapevoli introduzioni in natura che hanno contribuito notevolmente ad ampliarne l'areale.
Questo fatto, all'apparenza positivo, è in realtà estremamente deleterio per gli ambienti acquatici in quanto questa specie è onnivora e molto vorace: la sua diffusione in rogge, torrenti o stagni provoca quindi un notevole danno per l'equilibrio di questi habitat, mangiando uova di pesci, di anfibi (rane e salamandre su tutti) e di insetti acquatici, e poi, finiti questi, le specie vegetali presenti (alghe, piante acquatiche), rischiando di annullare la biodiversità.
Addirittura è in grado di resistere e respirare fuori dall'acqua per alcune ore e raggiungere le eventuali coltivazioni poste attorno ai corsi d'acqua, provocando la distruzione di discrete quantità di raccolto.
Scava anche profonde tane (fino a 1,5 m) rischiando di indebolire gli argini di fiumi e torrenti.
Essendo poi originario di zone calde, sopporta elevate temperature, come 40 - 50 °C
In Italia e in Europa rappresenta poi una gravissima minaccia per i sempre più rari gamberi nostrani in quanto, oltre a competere meglio dal punto di vista ecologico, è portatore sano di alcune gravi malattie, tra cui la famigerata “peste del gambero” (Aphanomyces astaci), che non lasciano scampo alle specie autoctone.
Queste caratteristiche gli hanno valso il nome di gambero killer, con il quale è noto in tutta Italia, dove la sua espansione è cominciata soprattutto a partire dagli anni '90, partendo da un allevamento in Toscana nel lago di Massaciuccoli, come documentato dalla studiosa fiorentina di questa specie aliena Francesca Gherardi.
Varie segnalazioni della diffusione della specie anche in Campania, nel Tevere, in Sicilia e Lido delle Nazioni.

## Allevamento
È uno dei crostacei più allevati nell'acquariofilia.
Non ha particolari esigenze riguardo ai valori dell'acqua e della temperatura.
È consigliabile allevarlo in una vasca dedicata senza altri animali, in quanto tende ad essere aggressivo.